# Списък с герои от Колелото на времето

## А
- Логаин Аблар (Logain Ablar) — бивш Лъжедракон. Присъединява се към Черната кула и става заклет съюзник на Ранд ал-Тор.
- Авиенда (Aviendha) – първоначално Дева на копието, по-късно Мъдра и една от жените на Ранд ал-Тор.
- Агинор (Aginor) — един от Отстъпниците.
- Адине (Adine Canford) – Айез Седай от Синята Аджа.
- Джонан Адли (Jonan Adley) – eдин от първите присъединили се към Черната кула. Убит е, когато Ранд ал-Тор губи контрол над Каландор в Алтара.
- Едесина Азедин (Edesina Azzedin) – Айез Седай от Жълтата Аджа.
- Перин Айбара (Perrin Aybara) – тавирен и един от главните герои в поредицата.
- Лелейн Акаши (Lelaine Akashi) – Айез Седай от Синята Аджа.
- Алвиарин (Alviarin) – Айез Седай от Черната Аджа, бивша Бяла Аджа.
- Алгарин (Algarin) – тайренски лорд, който заминава за Черната кула.
- Нейлсийн (Nalesean Aldiaya) – тайренски лорд. Присъединява се към Бандата на Червената ръка. Убит е от голама в Ебу Дар.
- Аливия (Alivia) – освободена дамане.
- Катерин Алрудин (Katerine Alruddin) – Айез Седай от Черната Аджа, бивша Червена Аджа.
- Аматера (Amathera) – първоначално панархеса на Тарабон, след това любовница на Джюилин Сандар.
- Мерана Амбри (Merana Ambrey) – Айез Седай от Сивата Аджа.
- Амис (Amys) – айилска Мъдра.
- Сетале Анан (Setalle Anan) – собственичка на хан в Ебу Дар.
- Аная (Anaiya) – Айез Седай от Синята Аджа.
- Андая (Andaya Forae) – Айез Седай от Сивата Аджа.
- Сашале Андерли (Sashalle Anderly) – Айез Седай от Червената Аджа.
- Рианна Андомеран (Rianna Andomeran) – Айез Седай от Черната Аджа, бивша Бяла Аджа.
- (Anlee) – Айез Седай от Синята Аджа.
- Артур Ястребовото крило (Artur Hawkwing) – легендарен пълководец.
- Серин Аснобар (Saerin Asnobar) – Айез Седай от Кафявата Аджа.
- Радам Асунава (Rhadam Asunawa) – велик инквизитор, водач на Ръката на Светлината.
- Ашмодеан (Asmodean) — един от Отстъпниците.

## Б
- Баин (Bain) – айилска Дева на копието.
- Джоя Байир (Joiya Byir) – Айез Седай от Черната Аджа, бивша Сива Аджа.
- Балвер (Balwer) – секретар на Перин Айбара.
- Балтамел (Balthamel) — един от Отстъпниците.
- Теслин Барадон (Teslyn Baradon) – Айез Седай от Червената Аджа.
- Наренвин Барда (Narenwin Barda) – Айез Седай от Жълтата Аджа.
- Аделорна Бастайн (Adelorna Bastine) – Айез Седай от Зелената Аджа.
- Даврам Башийр (Davram Bashere) – салдейски благородник, чичо на кралицата на Салдеа. Един от петимата „Велики пълководци“.
- Файле Башийр (Faile Bashere) – дъщеря на Даврам Башийр, съпруга на Перин Айбара.
- Шериам Баянар (Sheriam Bayanar) – Айез Седай от Черната Аджа, бивша Синя Аджа.
- Бе-лаал (Be'lal) — един от Отстъпниците.
- Миреле Беренгари (Myrelle Berengari) – Айез Седай от Зелената Аджа.
- Несуне Биара (Nesune Bihara) – Айез Седай от Кафявата Аджа.
- Джеси Билал (Jesse Bilal) – Айез Седай от Кафявата Аджа.
- Фалион Бода (Falion Bhoda) – Айез Седай от Черната Аджа, бивша Бяла Аджа.
- Ериан Боролеос (Erian Boroleos) – Айез Седай от Зелената Аджа.
- Силвиана Бреон (Silviana Brehon) – Айез Седай от Червената Аджа.
- Гарет Брин (Gareth Bryne) – андорски благородник. Един от петимата „Велики пълководци“.

## В
- Еамон Валда (Eamon Valda) – първоначално лорд капитан на Чедата на Светлината, по-късно лорд капитан-командир. Убит от Галад Дамодред.
- Егвийн ал-Вийр (Egwene al'Vere) – от Емондово поле. Издигната е в Амирлин.
- Евин Винчова (Evin Vinchova) – Аша'ман, верен на Логаин Аблар.

## Г
- Товейн Газал (Toveine Gazal) – Айез Седай от Червената Аджа.
- Рима Галфрей (Ryma Galfrey) – Айез Седай от Жълтата Аджа. Пленена е от Сеанчан и става дамане на име Пура.
- Гаул (Gaul) – айилец от обществото на Каменните кучета.
- Чарл Гедвин (Charl Gedwyn) – Аша'ман, който участва в заговора за убийството на Ранд ал-Тор в Кайриен. Убит е от Падан Фейн.
- Марилин Гемалфин (Marillin Gemalphin) – Айез Седай от Черната Аджа, бивша Кафява Аджа.
- Андрол Генхалд (Androl Genhald) – Аша'ман, верен на Логаин Аблар.
- Джър Грейди (Jur Grady) – Аша'ман, един от първите наборници. Спътник на Перин Айбара.
- Грендал (Graendal) — една от Отстъпниците.

## Д
- Теодрин Дабей (Theodrin Dabei) – Айез Седай от Кафявата Аджа.
- Масема Дагар (Masema Dagar) — шиенарски войник, който се обявява за Пророка на Дракона. Убит е от Файле Башийр.
- (Zerah Dacan) – Айез Седай от Бялата Аджа.
- Галад Дамодред (Galad Damodred) — полубрат на Елейн и Гавин Траканд, син на Тигрейн Мантеар. Лорд капитан-командир на Чедата на Светлината. Полубрат е и на Ранд ал-Тор.
- Моарейн Дамодред (Moiraine Damodred) – Айез Седай от Синята Аджа.
- Нисао Дачен (Nisao Dachen) – Айез Седай от Жълтата Аджа.
- Корлан Дашива (Corlan Dashiva) – името, което Агинор използва докато е в Черната кула.
- Делана (Delana Mosalaine) – Айез Седай от Черната Аджа, бивша Сива Аджа.
- Цеталия Деларме (Cetalia Delarme) – Айез Седай от Синята Аджа.
- Талманес Деловайнд (Talmanes Delovinde) – лорд от Кайриен, който се присъединява към Бандата на Червената ръка.
- Демандред (Demandred) — един от Отстъпниците.
- Дерид (Daerid Ondin) – командир на пехотата в Бандата на Червената ръка.
- Агелмар Джагад (Agelmar Jagad) – един от петимата „Велики пълководци“.
- Елдрит Джондар (Eldrith Jhondar) – Айез Седай от Черната Аджа, бивша Кафява Аджа.
- Джандуин (Janduin) – предишен вожд на клана Таардад Айил. Баща на Ранд ал-Тор.
- Асне Дзерамене (Asne Zeramene) – Айез Седай от Черната Аджа, бивша Зелена Аджа.
- (Norine Dovarna) – Айез Седай от Бялата Аджа.
- Бейл Домон (Bayle Domon) – илиански капитан на кораб.
- Дохара (Duhara Basaheen) – Айез Седай от Черната Аджа, бивша Червена Аджа.

## Е
- Еадит (Eadyth) – Айез Седай от Синята Аджа.
- Едорион (Edorion) – тайренски лорд. Присъединява се към Бандата на Червената ръка.
- Чезмал Емри (Chesmal Emry) – Айез Седай от Черната Аджа, бивша Жълта Аджа.
- Енказин (Enkazin) – Аша'ман.
- Ерит (Erith) – млада огиерка, съпруга на Лоиал.
- Демира Ериф (Demira Eriff) – Айез Седай от Кафявата Аджа.
- Естеан (Estean) – тайренски лорд. Присъединява се към Бандата на Червената ръка.

## И
- Родел Итуралд (Rodel Ituralde) – един от петимата „Велики пълководци“.
- Ишамаел (Ishamael) — един от Отстъпниците.

## К
- Велин Каджима (Welyn Kajima) – Аша'ман.
- (Jeaine Caide) – Айез Седай от Черната Аджа, бивша Зелена Аджа.
- Гайдал Каин (Gaidal Cain) – легендарен герой.
- Мерилил Кандевин (Merilille Ceandevin) – Айез Седай от Сивата Аджа.
- Канлер (Canler) – Аша'ман, верен на Логаин Аблар.
- Мория Карентанис (Moria Karentanis) – Айез Седай от Синята Аджа.
- Карлиня (Carlinya) – Айез Седай от Бялата Аджа.
- Карломин (Carlomin) – тайренски лорд.
- Галина Касбан (Galina Casban) – Айез Седай от Черната Аджа, бивша Червена Аджа.
- Романда Касин (Romanda Cassin) – Айез Седай от Жълтата Аджа.
- Матрим Каутон (Mat Cauthon) – тавирен и един от главните герои в поредицата. Водач на Бандата на Червената ръка.
- Темайле Киндероуд (Temaile Kinderode) – Айез Седай от Черната Аджа, бивша Сива Аджа.
- Рефар Кисман (Raefar Kisman) – Аша'ман, част от заговора за убийството на Ранд ал-Тор в Кайриен.
- Кореле (Corele Hovian) – Айез Седай от Жълтата Аджа.
- Куладин (Couladin) – айилец от Шайдо.
- Кумира (Kumira) – Айез Седай от Кафявата Аджа.
- Мезар Курин (Mezar Kurin) – Аша'ман, верен на Логаин Аблар.

## Л
- Ланфеар (Lanfear) — една от Отстъпниците.
- Анура Ларисен (Annoura Larisen) – Айез Седай от Сивата Аджа.
- Атуан Ларисет (Atuan Larisett) – Айез Седай от Черната Аджа, бивша Жълта Аджа.
- Лиандрин (Liandrin) – Айез Седай от Черната Аджа, бивша Червена Аджа.
- Лирел (Lyrelle) – Айез Седай от Синята Аджа.
- Лоиал (Loial) – огиер.

## М
- Арел Малевин (Arel Malevin) – Аша'ман.
- Мандевин (Mandevwin) – кайриенец, който се присъединява към Бандата на Червената ръка.
- Ал'Лан Мандрагоран (Lan Mandragoran) – Стражник, некоронован крал на Малкиер.
- Тигрейн Мантеар (Tigraine Mantear) – изчезналата щерка-наследница на Андор, майка на Ранд ал-Тор.
- Карлдин Манфор (Karldin Manfor) – Аша'ман.
- Беонин Марини (Beonin Marinye) – Айез Седай от Сивата Аджа.
- Верин Матуин (Verin Mathwin) – Айез Седай от Черната Аджа, бивша Кафява Аджа.
- Илиас Мачира (Elyas Machera) – Вълчи брат, бивш Стражник.
- Мейган (Maigan) – Айез Седай от Синята Аджа.
- Мейдани (Meidani) – Айез Седай от Сивата Аджа.
- Джолине Мейса (Joline Maza) – Айез Седай от Зелената Аджа.
- Кабриана Мекандес (Cabriana Mecandes) – Айез Седай от Синята Аджа.
- Кацуан Мелайдрин (Cadsuane Melaidhrin) – Айез Седай от Зелената Аджа.
- Мерайз (Merise Haindehl) – Айез Седай от Зелената Аджа.
- Том Мерилин (Thom Merrilin) – бард и веселчун.
- Месаана (Mesaana) — една от Отстъпниците.
- Нинив ал-Мийра (Nynaeve al'Meara) – първоначално Премъдра на Емондово поле, по-късно Айез Седай от Жълтата Аджа.
- Талин Минли (Talene Minly) – Айез Седай от Черната Аджа, бивша Зелена Аджа.
- Атал Мишраил (Atal Mishraile) – Аша'ман, верен на Мазрим Таим.
- Мияси (Miyasi) – Айез Седай от Черната Аджа, бивша Бяла Аджа.
- Могедиен (Moghedien) — една от Отстъпниците.
- Федвин Мор (Fedwin Morr) – един от първите Аша'ман.
- Морврин (Morvrin) – Айез Седай от Кафявата Аджа.
- Мордет (Mordeth) – съветник на владетеля на Аридол (Шадар Логот).
- Илиена Морелле (Ilyena Moerelle) – жена на Луз Терин Теламон.
- Гитара Морозо (Gitara Moroso) – Айез Седай от Синята Аджа.
- Аланна Мосвани (Alanna Mosvani) – Айез Седай от Зелената Аджа.
- Дайгиан Мосенейлин (Daigian Moseneillin) – Айез Седай от Бялата Аджа.

## Н
- Малинд Наченин (Malind Nachenin) – Айез Седай от Зелената Аджа.
- Кируна Начиман (Kiruna Nachiman) – Айез Седай от Зелената Аджа.
- Амико Нагоин (Amico Nagoyin) – Айез Седай от Черната Аджа, бивша Жълта Аджа.
- Аелдра Наджаф (Aeldra Najaf) – Айез Седай от Синята Аджа.
- Арлен Налаам (Arlen Nalaam) – Аша'ман.
- Аделиз Намелле (Adeleas Namelle) – Айез Седай от Кафявата Аджа. Сестра близначка на Вандийн Намелле.
- Вандийн Намелле (Vandene Namelle) – Айез Седай от Зелената Аджа. Сестра близначка на Аделиз Намелле.
- Джаар Наришма (Jahar Narishma) – Аша'ман, верен на Ранд ал-Тор.
- Берила Нарон (Berylla Naron) – Айез Седай от Черната Аджа, бивша Синя Аджа.
- Фаджер Неалд (Fager Neald) – Аша'ман, спътник на Перин Айбара.
- Феране Нееран (Ferane Neheran) – Айез Седай от Бялата Аджа.
- Сарийн Немдал (Sarene Nemdahl) – Айез Седай от Бялата Аджа.
- Варил Ненсен (Varil Nensen) – Аша'ман.
- Педрон Ниал (Pedron Niall) – лорд капитан-командир на Чедата на Светлината. Един от петимата „Велики пълководци“.
- Белдеин Нирам (Beldeine Nyram) – Айез Седай от Зелената Аджа.
- Норли (Norley) – Аша'ман.

## О
- Олвер (Olver) – сирак и спътник на Бандата на Червената ръка.
- Фаолайн Оранде (Faolain Orande) – Айез Седай от Синята Аджа.
- Тамра Оспеня (Tamra Ospenya) – Амирлин, докато Моарейн и Сюан Санче са Посветени.

## П
- Елза Пенфел (Elza Penfell) – Айез Седай от Черната Аджа, бивша Зелена Аджа.

## Р
- Цутама Рат (Tsutama Rath) – Айез Седай от Червената Аджа.
- Рахвин (Rahvin) — един от Отстъпниците.
- Мириън Редхил (Merean Redhill) – Айез Седай от Черната Аджа, бивша Синя Аджа.
- Реймон (Reimon) – тайренски лорд. Присъединява се към Бандата на Червената ръка.
- Елайда а-Ройхан (Elaida a'Roihan) – първоначално Айез Седай от Червената Аджа, по-късно провъзгласена за Амирлин и впоследствие пленена от Сеанчан.
- Манел Рочаид (Manel Rochaid) – Аша'ман, част от заговора за убийството на Ранд ал-Тор в Кайриен. Убит от Ранд.
- Руарк (Rhuarc) – вожд на клана Таардад Айил.

## С
- Самаил (Sammael) — един от Отстъпниците.
- Карале Сангир (Karale Sanghir) – Айез Седай от Черната Аджа, бивша Сива Аджа.
- Джюйлин Сандар (Juilin Sandar) – ловец на крадци от Тийр.
- Донало Сандомир (Donalo Sandomere) – Аша'ман, верен на Логаин Аблар.
- Сюан Санче (Siuan Sanche) – Айез Седай от Синята Аджа.
- Селусия (Selucia) – Истинореча на императрицата на Сеанчан.
- Семирага (Semirhage) — една от Отстъпниците.
- Самл ал-Сийн (Saml al'Seen) – Аша'ман, роден в Емондово поле.
- Масури Сокава (Masuri Sokawa) – Айез Седай от Кафявата Аджа.
- Сомешта (Someshta) – Зеления човек.
- Сорилея (Sorilea) – айилска Мъдра.
- Биргит Сребролъка (Birgitte Silverbow) – първоначално героиня на Рога на Валийр, по-късно Стражник на Елейн Траканд.
- Кайрен Станг (Kairen Stang) – Айез Седай от Синята Аджа.
- Матин Степанеос ден Балгар (Mattin Stepaneos den Balgar) – крал на Иллиан.
- Елдене Стоунбридж (Aeldene Stonebridge) – Айез Седай от Синята Аджа.

## Т
- Певара Тазановни (Pevara Tazanovni) – Айез Седай от Червената Аджа.
- Мазрим Таим (Mazrim Taim) – първоначално Лъжедракон, по-късно Аша'ман.
- Такима (Takima) – Айез Седай от Кафявата Аджа.
- Талманес (Talmanes) – един от Бандата на Червената ръка.
- Самицу Тамагова (Samitsu Tamagowa) – Айез Седай от Жълтата Аджа.
- Берелайн сур Пейендраг Танреал (Berelain sur Paendrag Tanreal) – Първата на Майен.
- Луз Терин Теламон (Lews Therin Telamon) – Драконът.
- Терава (Therava) – айилска Мъдра от Шайдо.
- Ранд ал-Тор (Rand al'Thor) – Преродения Дракон.
- Трам ал-Тор (Tam al'Thor) – баща-осиновител на Ранд ал-Тор.
- Салита Торанес (Salita Toranes) – Айез Седай от Жълтата Аджа.
- Перал Торвал (Peral Torval) – Аша'ман, част от заговора за убийството на Ранд ал-Тор в Кайриен. Убит от Падан Фейн.
- Марис Торнхил (Marris Thornhill) – Айез Седай от Черната Аджа, бивша Кафява Аджа.
- Гавин Траканд (Gawyn Trakand) — брат на Елейн, син на Мургейз Траканд и полубрат на Галад Дамодред.
- Елейн Траканд (Elayne Trakand) – първоначално щерка-наследница на трона на Андор, по-късно кралица на Андор и Кайрен, и Айез Седай от Зелената Аджа. Една от жените на Ранд ал-Тор.
- Мургейз Траканд (Morgase Trakand) – кралица на Андор.
- Сеонид Трайган (Seonid Traighan) – Айез Седай от Зелената Аджа.
- Никола Трийхил (Nicola Treehill) – новачка в Салидар.
- Тюон (Tuon) — първоначално Щерката на Деветте луни, по-късно Имератрица на Сеанчан и жена на Матрим Каутон.

## Ф
- Мин Фаршоу (Min Farshaw) – една от жените на Ранд ал-Тор. Вижда видения около хората, които се сбъдват.
- Падан Фейн (Padan Fain) – амбулантен търговец, който става мраколюбец.
- Тарна Фейр (Tarna Feir) – Айез Седай от Червената Аджа.
- Фера (Fera) – Айез Седай от Черната Аджа, бивша Бяла Аджа.
- Дагдара Финчи (Dagdara) – Айез Седай от Черната Аджа, бивша Жълта Аджа.
- Деймир Флин (Damer Flinn) – един от най-възрастните Аша'ман.
- Кареане Франси (Careane Fransi) – Айез Седай от Черната Аджа, бивша Зелена Аджа.

## Х
- Шайдар Харан (Shaidar Haran) – именован мъдраал. Главен агент на Шайтан.
- Фелдрин Харела (Faeldrin Harella) – Айез Седай от Зелената Аджа.
- Бера Харкин (Bera Harkin) – Айез Седай от Зелената Аджа.
- (Harldin) – Аша'ман, верен на Логаин Аблар.
- Сеайне Хериман (Seaine Herimon) – Айез Седай от Бялата Аджа.
- Ибин Хопвил (Eben Hopwil) – един от първите Аша'ман.
- Хюрин (Hurin) – Душещ от Шиенар.

## Ц
- Рафела Циндал (Rafela Cindal) – Айез Седай от Синята Аджа.

## Ч
- Ноал Чарин (Noal Charin) – член на Бандата на Червената ръка. Среща Мат Каутон при атаките на голама в Ебу Дар.
- Чиад (Chiad) – айилска Дева на копието.

## Ш
- Леане Шариф (Leane Sharif) – Айез Седай от Зелената Аджа, бивша Синя Аджа.
- Испан Шефар (Ispan Shefar) – Айез Седай от Черната Аджа, бивша Синя Аджа.

## Ю
- Юкири (Yukiri) – Айез Седай от Сивата Аджа.